# Les Nuits du monde
Série
Tous les plaisirs du monde
(1961)
Pour plus de détails, voir Fiche technique et Distribution.
Les Nuits du monde (Il mondo di notte) est un documentaire mondo italien réalisé par Luigi Vanzi et sorti en 1960.
Le film a réuni 6,6 millions d'entrées, se plaçant à la 5e position du box-office Italie 1959-1960.

## Synopsis
Un documentaire axé principalement sur la vie nocturne. L'équipe se concentre sur certaines des boîtes de nuit les plus célèbres du monde, filmant des strip-teaseurs, des numéros d'illusionnistes, des attractions de cabaret et des spectacles de contorsionnistes.

## Fiche technique
- Titre français : Les Nuits du monde[1]
- Titre original italien : Il mondo di notte[2]
- Réalisateur : Luigi Vanzi
- Scénario : Gualtiero Jacopetti
- Photographie : Tonino Delli Colli, Gábor Pogány
- Montage : Mario Serandrei
- Musique : Piero Piccioni
- Décors : Gianni Polidori (it)
- Production : Francesco Mazzei, Antonio Altoviti
- Sociétés de production : Julia Film
- Pays de production :  Italie
- Langue originale : italien
- Format : Couleur par Technicolor - 2,35:1 - Son mono - 35 mm
- Durée : 95 minutes
- Genre : Documentaire mondo
- Dates de sortie :
  - Italie : 6 avril 1960
  - France : 4 janvier 1961
- Affiche : Jouineau Bourduge (France)

## Distribution
- Gualtiero Jacopetti est le narrateur de la version italienne.
- Robert Rocca est le narrateur de la version française
- Miss Dodo

## Production
Le film est l'un des premiers mondos italiens, des reportages créés dans le but de surprendre et de divertir le spectateur, à travers des numéros de variété.
Compte tenu du succès considérable de Nuits d'Europe, de nombreux films sont nés dans les années suivantes qui ont tenté d'imiter le scénario d'Alessandro Blasetti. Les Nuits du monde en est un exemple.
L'actrice Belinda Lee apparaît brièvement.
Il s'agit des débuts derrière la caméra de Luigi Vanzi, l'assistant de Michelangelo Antonioni.

## Accueil critique
Paolo Mereghetti, dans son dictionnaire du même nom, considère que le film « n'est pas exempt de mystifications et de banalités (...) certains numéros sont toutefois surprenants ».

## Suites
Deux suites ont été réalisées par Gianni Proia : Tous les plaisirs du monde en 1961 et Monde de nuit en 1963. Des années plus tard, Proia réalise Mondo di notte oggi (it), sorti en 1976.